# Israir
Israir (en hebreo: ישראייר) es una aerolínea con base en Tel Aviv, Israel. Funciona con vuelos programados y vuelos nacionales desde el aeropuerto de Sde Dov en Tel Aviv, así como Haifa y Eilat, y los servicios internacionales a y desde del Aeropuerto Internacional Ben Gurión, el aeropuerto de Ovda, a Europa, a África, y a Nueva York. También opera vuelos vip y de carga.

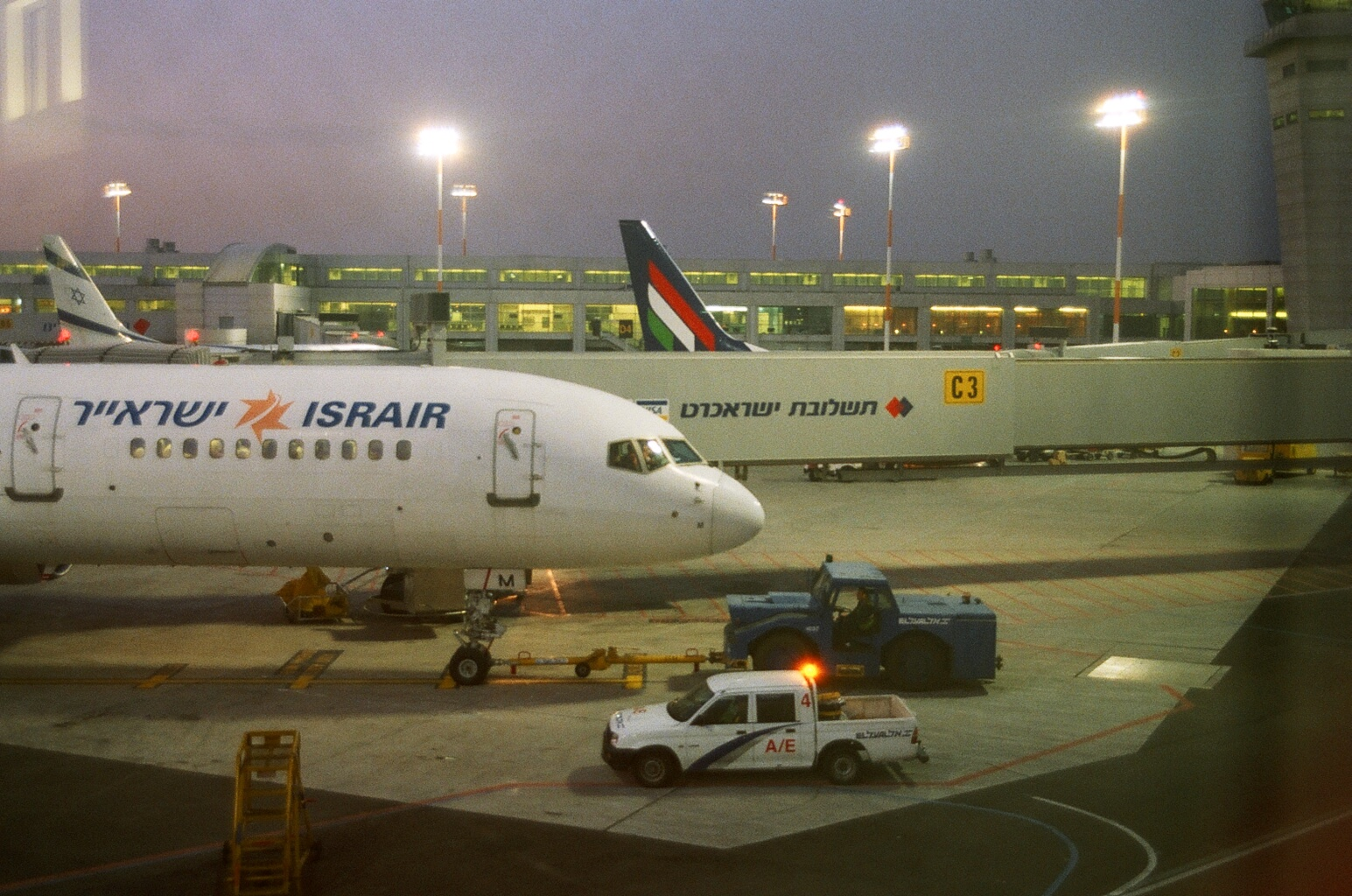
Avión de Israir en Tel Aviv.

## Flota

### Flota Actual
La flota de Israir se compone de las siguientes aeronaves, con una edad media de 12.7 años (a mayo de 2023):
| Airbus A320-232 | 6 | — |  |  |  |  |
| Total           | 6 | — |  |  |  |  |